# Горбовецький заказник
Гробовецький — гідрологічний заказник місцевого значення.
Розташований на території Горбовецької сільської ради Літинського району Вінницької області. Оголошений відповідно до Рішення облвиконкому № 384 від 18.08.1983 р. Охороняється балкове болото з цінними рідкісним в області місцем зростання осоки волотистої.

## Природні умови
За фізико-географічним районуванням України належить до Хмільницького району Подільського Побужжя Дністровсько-Дніпровської лісостепової провінції Лісостепової зони. Для цієї області характерними є лугові остепнені заплавні ландшафти. З геоморфологічної точки зору описувана територія являє собою заплавну терасу алювіальної акумулятивної рівнини.
Клімат помірно континентальний. Для нього характерне тривале, нежарке літо, і порівняно недовга, м'яка зима. Середня температура січня становить -6,0°… -5,5°С, липня + 18,5°…+ 19,0°С. Річна кількість опадів складає 500—525 мм.
Територія заказника є балочним болотом, достатньо глибоко врізаним, яке досягло рівня ґрунтових вод. У центрі даного болота протікає невеликий струмок. Болото характеризується повною відсутністю торфу і сильним муловим накопиченням. Довжина болота складає близько 1 км, ширина — близько 50 м.

## Рослинність
За геоботанічним районуванням України ця територія належить до Європейської широколистяної області, Подільсько-Бесарабської провінції, Вінницького (Центральноподільського) округу.
У складі рослинності трапляються високотравні фітоценози, в основному з рогозу широколистого, а також крупноосокових, зокрема рідкісні угруповання осоки волотистої. Вона зростає тут великими купинами, рясно цвіте і плодоносить, створює як чисті у групування, так і співдомінує з рогозом широколистим. До складу угруповань входять типові болотні види.

## Галерея

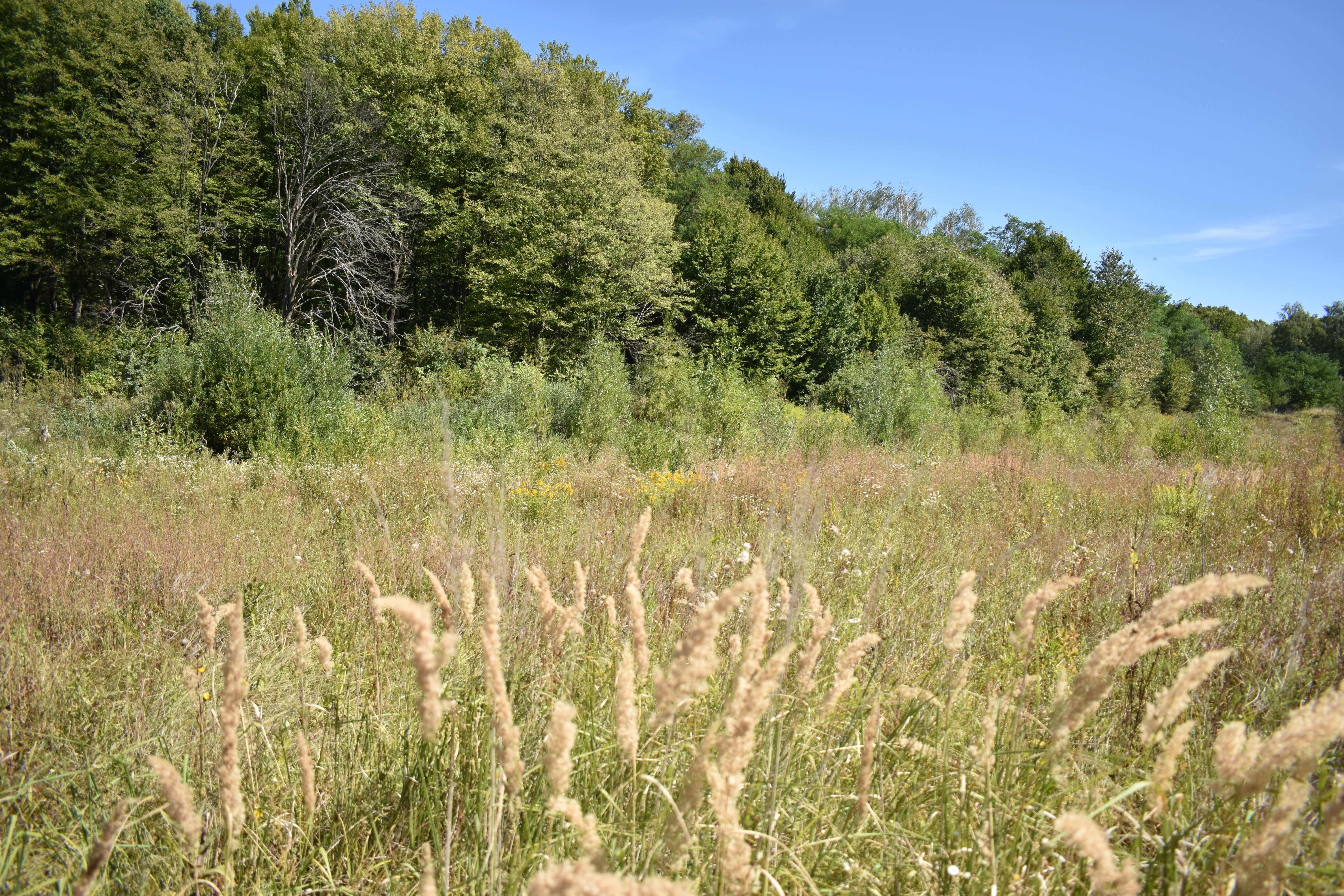
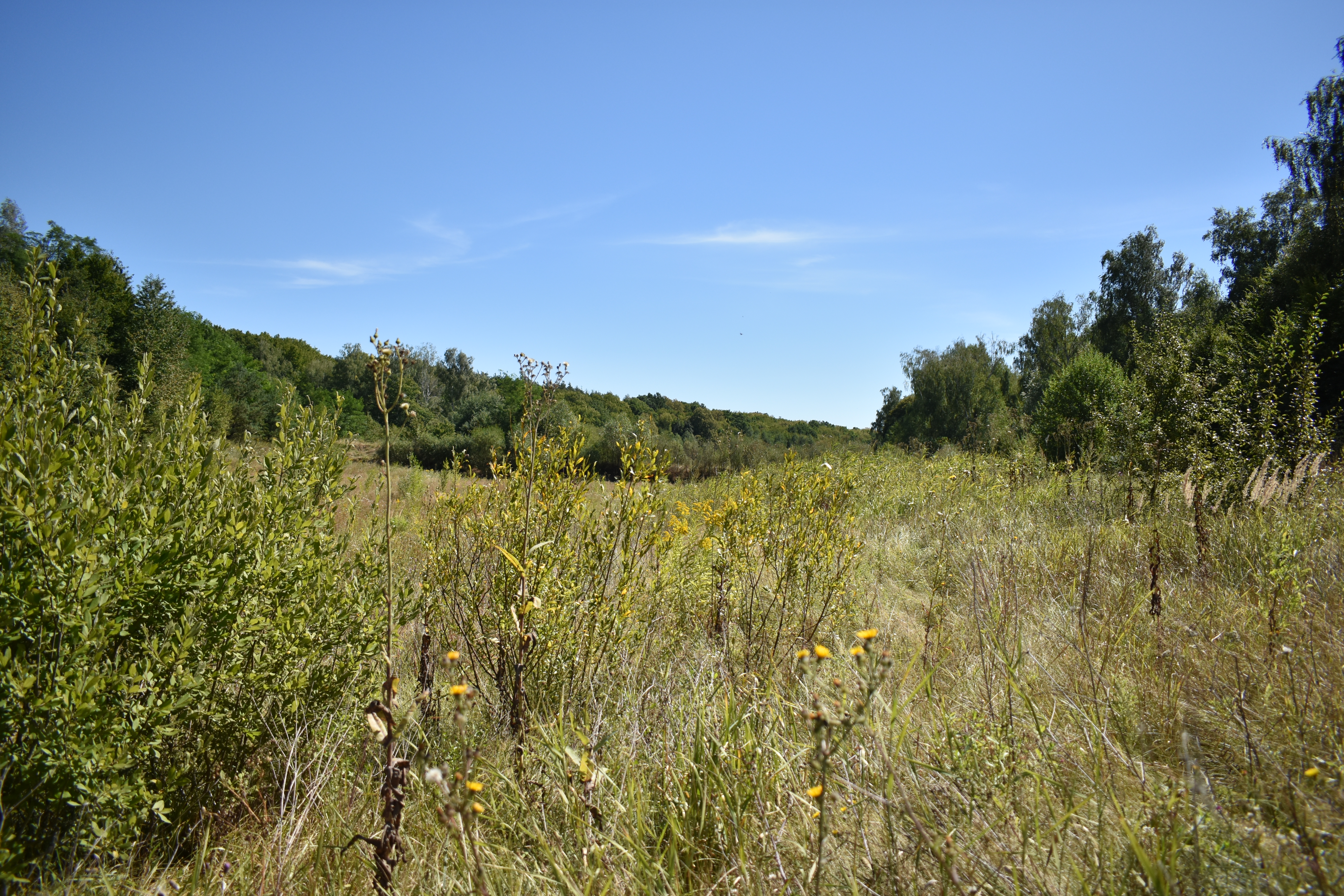
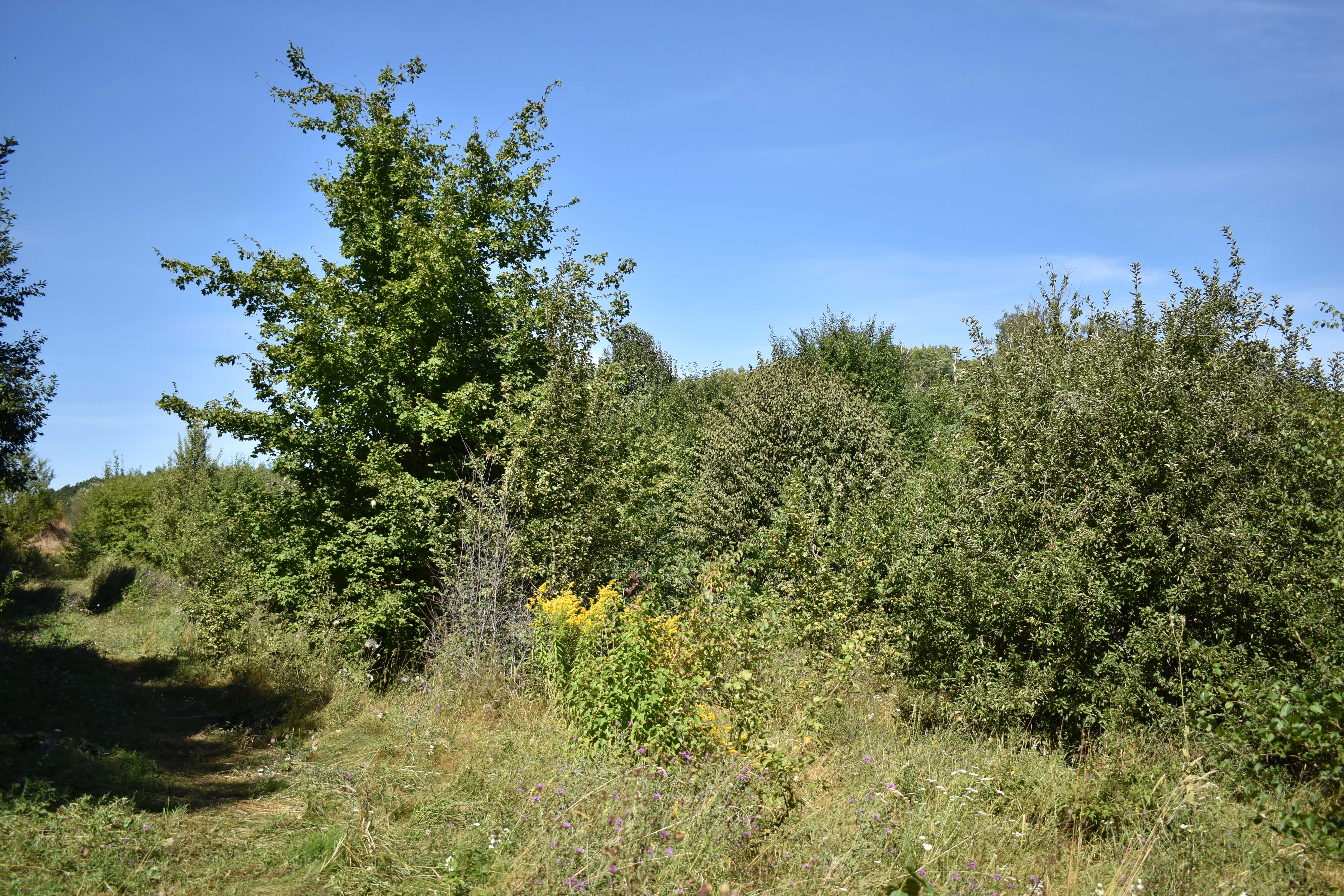